# 酒精计划
是2020年丹麦、荷兰、瑞典三国合拍的喜剧剧情片，由丹麦导演湯瑪斯·凡提柏格执导，温特伯格和托比亚斯·林道赫姆编剧，麦斯·米科尔森、托马斯·博·拉森、马格努斯·米朗和拉尔斯·兰特主演。影片讲述了四位高中老师体验烂醉的奇趣历程。

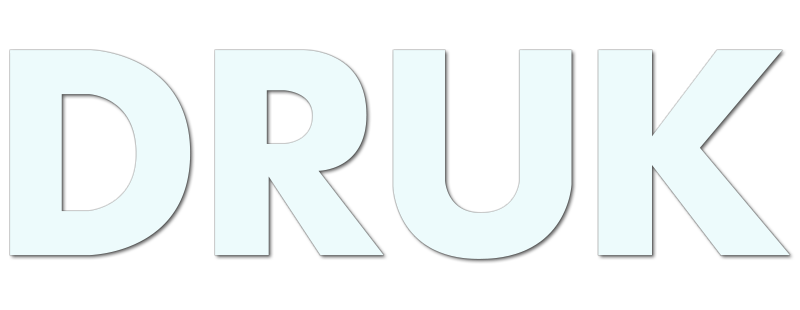
Druk logo.

影片于2020年9月12日在多伦多国际电影节全球首映，9月24日由北欧电影在丹麦发行。影片获提名第93屆奧斯卡金像獎最佳國際影片及最佳导演，获最佳国际影片奖，另获第78届金球奖最佳外語片提名，第74届英国电影学院奖最佳外語片，以及最佳导演、最佳男主角和最佳原创剧本三项提名，赢得第33届欧洲电影奖最佳影片、最佳导演、最佳男主角和最佳编剧四项大奖。

## 剧情
马丁、汤米、彼得和尼古拉在丹麦哥本哈根一所文理中学任教，他們是私交甚好的同事。面对着不思进取的学生，他们觉得人生既无趣又陈旧。尼古拉40岁生日的晚餐聚會上，一行人开始聊起了精神科医生芬恩·斯卡德鲁德的一个理论，说血液酒精濃度达到0.05会令人更加放松、更加有灵感。然而，大家对这个荒谬理论不屑一顾，只有婚姻生活出了问题、心情压抑的马丁受此启发，开始在上班时间喝酒。其他人最终决定加入，认为这个考验可以验证斯卡得鲁德的理论。他们定下规矩，坚持不让血液酒精浓度超过0.05，且坚决不在晚上8点过后喝酒。
刚开始，四个人乏味的工作和个人生活渐渐有了起色，尤其是马丁，终于尝试和老婆與孩子修补关系。后来大家觉得应该进一步推进这个实验，便将浓度限值提高到0.10，每個人的生活仍持續改善，最终便决定尝试烂醉，看看他们的生理和心理有何变化。四个人度过非常愉快的一晚，拖着酩酊大醉的身躯回到家中，结果马丁和尼古拉遭到家人的責難。马丁的家人早已察覺马丁在这几个礼拜經常飲酒，因此担心他酗酒。激烈争吵中，老婆承认自己有外遇，马丁怒不可遏，婚姻破局，一行人也暂停了实验。
几个月后，一行人都停止在白天喝酒，除了已经酒精成癮的汤米。上班喝醉酒而出洋相的那天过后，汤米带上家犬，开着船出海航行，结果意外葬身大海。剩下三人参加完汤米葬礼去吃晚饭，都不愿意碰席上的酒。吃饭的时候，马丁收到妻子的信息，说愿意再给他们的婚姻一次机会。这时毕业遊行花车经过，三人加入其中，戴上學生帽，往港口奔去一起喝酒庆祝。曾是爵士芭蕾舞者的马丁，一改先前不斷婉拒展露一手的態度，終於在眾人面前跳起舞來。马丁的舞步变得愈发狂热，最终他向大海縱情一躍。

## 阵容
- 麦斯·米科尔森 饰 马丁（Martin）
- 托马斯·博·拉森（英语：Thomas Bo Larsen） 饰 汤米（Tommy）
- 拉尔斯·兰特（英语：Lars Ranthe） 饰 彼得（Peter）
- 马格努斯·米朗（英语：Magnus Millang） 饰 尼古拉（Nikolaj）
- 玛利亚·邦妮薇（英语：Maria Bonnevie） 饰 安妮卡（Anika）
- 苏西·沃德（英语：Susse Wold） 饰 蕾克托（Rektor）

## 制作
影片改编自温特伯格在维也纳城堡剧院工作时创作的剧本，一部分内容出自丹麦年轻人的饮酒文化，曾由温特伯格女儿伊达讲述。伊达起初催促温特伯格将该剧改编成电影，安排自己扮演马丁的女儿。原版剧情讲的是“倘若没有酒精，世界历史会大变样”，有种庆祝饮酒的意味。然而，影片开拍仅四天，伊达便因车祸去世。悲剧过后，温特伯格将剧本被改写成“不单是讲喝酒，而是讲对人生的醒悟”。事故过后，托比亚斯·林德霍尔姆（Tobias Lindholm）接任影片导演。影片致敬了伊达，部分场景与伊达的同学在她的教室拍摄。
制作过程中，四位男主角和温特伯格聚在一起喝酒，消除大家醉酒出现在彼此面前的尴尬。他们在YouTube上观看人们醉酒时的模样，更好地理解醉酒者会做出的行为。
片尾曲《What A Life》由丹麦灵魂乐队Scarlet Pleasure演唱。

## 发行
影片原计划第73屆坎城影展全球首映，后因影展受2019冠状病毒病疫情影响取消而搁置，最终改在多伦多国际电影节全球首映。影片也在聖塞瓦斯蒂安國際電影節放映，参与金贝壳奖角逐，并于2020年比利时佛兰德斯国际电影节放映 。
2020年9月24日，影片由北欧电影在丹麦发行。2020年9月，塞缪尔·戈德温电影买下该片在美国地区的发行权。影片获选为第51届印度国际电影节开幕片。

## 评价

### 专业评价
汇总媒体烂番茄根据176条评论，给影片打出92%的新鲜度，平均得分7.8/10。网站共识写道：“加点导演得很灵巧的悲喜剧，加点陈年的托马斯·温特伯格元素，《酒精计划》这部让人有点上头的中年危机电影就这么来了。”Metacritic根据27条评论，打出81/100的平均分，表示“普遍好评”。

### 奖项
| 大奖                   | 典礼日期       | 奖项               | 获得者                                                    | 结果   | 参考          |
| ---------------------- | -------------- | ------------------ | --------------------------------------------------------- | ------ | ------------- |
| 奥斯卡金像奖           | 2021年4月25日  | 最佳导演           | 湯瑪斯·凡提柏格                                           | 提名   | [ 23 ]        |
| 奥斯卡金像奖           | 2021年4月25日  | 最佳國際影片       | 《酒精计划》                                              | 獲獎   | [ 23 ]        |
| 阿德莱德电影节         | 2020年10月25日 | 虚构长片奖         | 《酒精计划》                                              | 提名   | [ 24 ]        |
| 女性电影记者联盟       | 2021年1月4日   | 最佳外语片         | 《酒精计划》                                              | 獲獎   | [ 25 ]        |
| 英国电影学院奖         | 2021年4月11日  | 最佳导演           | 湯瑪斯·凡提柏格                                           | 提名   | [ 26 ]        |
| 英国电影学院奖         | 2021年4月11日  | 最佳男主角         | 麦斯·米科尔森                                             | 提名   | [ 26 ]        |
| 英国电影学院奖         | 2021年4月11日  | 最佳原创剧本       | 托比亚斯·林道赫姆和湯瑪斯·凡提柏格                        | 提名   | [ 26 ]        |
| 英国电影学院奖         | 2021年4月11日  | 最佳外語片         | 湯瑪斯·凡提柏格、西瑟·格劳姆·约根森                       | 獲獎   | [ 26 ]        |
| 倫敦影展               | 2020年10月18日 | 最佳影片           | 《酒精计划》                                              | 獲獎   | [ 27 ]        |
| 凯撒电影奖             | 2021年3月12日  | 最佳外语片         | 《酒精计划》                                              | 獲獎   | [ 28 ]        |
| 芝加哥影评人协会       | 2020年12月21日 | 最佳外语片         | 《酒精计划》                                              | 獲獎   | [ 29 ]        |
| 评论家选择电影奖       | 2021年3月7日   | 最佳外语片         | 《酒精计划》                                              | 提名   | [ 30 ]        |
| 欧洲电影奖             | 2020年12月12日 | 最佳影片           | 《酒精计划》                                              | 獲獎   | [ 31 ]        |
| 欧洲电影奖             | 2020年12月12日 | 最佳導演           | 湯瑪斯·凡提柏格                                           | 獲獎   | [ 31 ]        |
| 欧洲电影奖             | 2020年12月12日 | 最佳编剧           | 湯瑪斯·凡提柏格、托比亚斯·林道赫姆                        | 獲獎   | [ 31 ]        |
| 欧洲电影奖             | 2020年12月12日 | 最佳男主角         | 麦斯·米科尔森                                             | 獲獎   | [ 31 ]        |
| 欧洲电影奖             | 2020年12月12日 | 大学奖             |                                                           | 提名   | [ 31 ]        |
| 佛兰德斯国际电影节     | 2020年10月24日 | Canvas观众奖       | 《酒精计划》                                              | 獲獎   | [ 32 ]        |
| 金球獎                 | 2021年2月28日  | 最佳外語片         | 《酒精计划》                                              | 提名   | [ 33 ]        |
| 休斯顿影评人协会       | 2021年1月18日  | 最佳外语片         | 《酒精计划》                                              | 提名   | [ 34 ]        |
| IndieWire影评人票选    | 2020年12月14日 | 最佳国际影片       | 《酒精计划》                                              | 季军   | [ 35 ]        |
| IndieWire影评人票选    | 2020年12月14日 | 最佳表演           | 麦斯·米科尔森                                             | 第10名 | [ 35 ]        |
| 伦敦影评人协会         | 2021年2月7日   | 年度影片           | 《酒精计划》                                              | 獲獎   | [ 36 ]        |
| 在线影评人协会         | 2021年1月25日  | 最佳外语片         | 《酒精计划》                                              | 提名   | [ 37 ]        |
| 聖地牙哥影評人協會     | 2021年1月11日  | 最佳国际影片       | 《酒精计划》                                              | 提名   | [ 38 ] [ 39 ] |
| 旧金山影评人协会       | 2021年1月18日  | 最佳外语片         | 《酒精计划》                                              | 獲獎   | [ 40 ]        |
| 聖塞瓦斯蒂安國際電影節 | 2020年9月26日  | 银贝壳奖最佳男主角 | 麦斯·米科尔森、托马斯·博·拉森、马格努斯·米朗、拉尔斯·兰特 | 獲獎   | [ 41 ]        |
| 聖塞瓦斯蒂安國際電影節 | 2020年9月26日  | 费罗兹电影奖       | 《酒精计划》                                              | 獲獎   | [ 42 ]        |
| 聖塞瓦斯蒂安國際電影節 | 2020年9月26日  | SIGNIS奖           | 湯瑪斯·凡提柏格                                           | 獲獎   | [ 43 ]        |
| 聖塞瓦斯蒂安國際電影節 | 2020年9月26日  | 银贝壳奖最佳导演   | 湯瑪斯·凡提柏格                                           | 提名   |               |
| 聖塞瓦斯蒂安國際電影節 | 2020年9月26日  | 金贝壳奖           | 湯瑪斯·凡提柏格                                           | 提名   |               |
| 圣路易斯影评人协会     | 2021年1月17日  | 最佳外语片         | 《酒精计划》                                              | 獲獎   | [ 44 ]        |